# Savage Garden (álbum)
Savage Garden é o álbum de estreia da banda australiana Savage Garden, lançado em 1997.

## Vendas
O disco vendeu mais de 11 milhões de cópias mundialmente e foi o mais vendido na Austrália nos anos de 1997 e 1998. Nos Estados Unidos, permaneceu na lista dos 200 mais vendidos por 89 semanas, a partir de 26 de abril de 1997. O single "Truly Madly Deeply" ficou por 123 semanas no Adult Contemporary Chart da Billboard, quebrando o recorde permanência na parada.
O disco está na lista dos 100 álbuns mais vendidos da década de 1990 e é até hoje o mais vendido por uma banda australiana em seu país.

## Faixas
As faixas com wikis foram lançadas como single na região indicada.

### Versão australiana
1. "To the Moon and Back" – 5:41
2. "Carry on Dancing" – 3:45
3. "Tears of Pearls" – 3:46
4. "I Want You" – 3:52
5. "Truly Madly Deeply" – 4:37
6. "Violet" – 4:04
7. "All Around Me" - 4:11
8. "Universe" – 4:20
9. "A Thousand Words" – 4:00
10. "Break Me Shake Me" – 3:23
11. "Mine" – 4:30
12. "Santa Monica" – 3:37

### Versão internacional
1. "To the Moon and Back" – 5:41
2. "I Want You" – 3:52
3. "Truly Madly Deeply" – 4:38
4. "Tears of Pearls" – 3:47
5. "Universe" – 4:20
6. "Carry on Dancing" – 3:45
7. "Violet" – 4:04
8. "Break Me Shake Me" – 3:23
9. "A Thousand Words" – 4:00
10. "Promises" – 3:31
11. "Santa Monica" – 3:34

#### Disco bônus
Em algumas partes da Ásia, o álbum foi relançado contendo um disco bônus com as seguintes faixas:
1. "I Want You (Xenomania Punxy Mix)"
2. "To The Moon & Back (Hani's Num Radio Edit)"
3. "Truly, Madly, Deeply (Australia Mix)"
4. "Break Me Shake Me (Remix)"
5. "Mine"
6. "Love Can Move You"
7. "All Around Me"
8. "I'll Bet He Was Cool"

Em 1998, uma versão dupla, com um disco bônus de remixes intitulado The Future of Earthly Delites foi lançada na Austrália e na Europa.

## Premiações
O álbum recebeu 7 prêmios no ARIA Awards de 1997, incluindo os de Melhor Álbum, Melhor Álbum de estreia, Melhor Álbum Independente e Disco Mais Vendido do Ano, além dos prêmios de Melhor Produtor e Melhor Engenheiro de Som para Charles Fisher. O grupo recebeu também o prêmio de Melhor Banda Australiana.
No ARIA Awards de 1998, foi recebido mais uma vez o prêmio de Álbum Mais Vendido do Ano na Austrália.

## Tabelas
| Tabela musical (1997–1998)            | Melhor posição |
| ------------------------------------- | -------------- |
| Austrália (ARIA)                      | 1              |
| Áustria (Ö3 Austria Top 40)           | 10             |
| Bélgica (Ultratop Flandres)           | 35             |
| Canadá (Billboard)                    | 2              |
| Danish Albums (Hitlisten)             | 4              |
| Países Baixos (Dutch Charts)          | 41             |
| Finlândia (Suomen virallinen lista)   | 2              |
| França (SNEP)                         | 7              |
| Alemanha (Offizielle Deutsche Charts) | 14             |
| Hungria (MAHASZ)                      | 21             |
| Japanese Albums (Oricon)              | 49             |
| Nova Zelândia (RMNZ)                  | 1              |
| Noruega (VG-lista)                    | 4              |
| Escócia (Official Scottish Albums)    | 3              |
| Suécia (Sverigetopplistan)            | 1              |
| Suíça (Schweizer Hitparade)           | 8              |
| Reino Unido (Official Albums Chart)   | 2              |
| Estados Unidos (Billboard 200)        | 3              |

| Tabela musical (1997)              | Posição |
| ---------------------------------- | ------- |
| Australian Albums (ARIA)           | 1       |
| New Zealand Albums (RMNZ)          | 6       |
| Tabela musical (1998)              | Posição |
| Australian Albums (ARIA)           | 60      |
| Austrian Albums (Ö3 Austria)       | 43      |
| Belgian Albums (Ultratop Flanders) | 99      |
| German Albums (Offizielle Top 100) | 27      |
| New Zealand Albums (RMNZ)          | 27      |
| Swiss Albums (Schweizer Hitparade) | 18      |
| UK Albums (OCC)                    | 16      |
| US Billboard 200                   | 9       |
| Tabela musical (1999)              | Posição |
| UK Albums (OCC)                    | 84      |

| Tabela musical (1990–99) | Posição |
| ------------------------ | ------- |
| US Billboard 200         | 70      |